# Vojtěch Hurta
Vojtěch Hurta (25. března 1943, Mělník – 1. března 2014, Plzeň) byl český výtvarník, řezbář.

## Život
Před rokem 1989 byl zaměstnán jako umělecký kovář a zámečník, později pracoval jako samostatný restaurátor a konzervátor. Pro jeho dílo byla charakteristická velká řemeslná zručnost. Patřil také mezi nepřehlédnutelné postavy trampského hnutí na Plzeňsku[zdroj?], nejraději jezdil na svůj camp na horním toku říčky Hadovky. Vojtěcha Hurta vždy přitahovala tvorba přírodních národů, především Afričanů a umění Dálného východu, ale zároveň i slovesná a výtvarná kultura česká a evropská a umělecké projevy odpovídající duchu specifické české světovosti oné doby. Sem patří Hurtovy asambláže, koláže, některé grafiky, obrazy a různé objekty, často absurdní a téměř vždy humorné. V některých tématech má blízko k surrealismu a dadaismu. Již od šedesátých let 20. století lze datovat jeho přátelství s lidmi z okruhu Vladimíra Boudníka, Ladislava Michálka a Hrabalovými pábiteli.
V 70. letech zprostředkoval setkání plzeňského uměleckého kováře, tiskaře a výtvarníka Zbyňka Jetleba, autora samizdatové publikace Textmakulatury, která zahrnuje vizuální básně z let 1969-72 realizované technikou tisku xerografem a rotaprintem, s lidmi z okruhu Vladimíra Boudníka, Ladislava Michálka a Hrabalovými pábiteli. Výsledkem uměleckého setkání bylo v roce 1972 samizdatové vydání textu Bohumila Hrabala Pocta Vladimíru Boudníkovi v polygrafické úpravě Zbyňka Jetleba s ilustracemi plzeňského výtvarníka Vladimíra Havlice a fotografiemi Ladislava Michálka. V roce 1992 Vojtěch Hurta inicioval, jako obdivovatel díla Vladimíra Boudníka a jako příbuzný Michálkovy manželky Ireny, uspořádání reprezentativní výstavy díla svých přátel v Plzni - výstava grafik Vladimíra Boudníka a fotografií Ladislava Michálka byla zahájena 3. listopadu 1992 v Galerii Esprit v Plzni. Svá vlastní díla Vojtěch Hurta naposledy vystavoval v květnu roku 2011, v plzeňské galerii U Andělíčka. Jeho řezbářskou práci lze zhlédnout například v kapličce v Pramenní ulici v Plzni, pro kterou vytvořil sochu Panny Marie či před Gymnáziem Plasy, pro které vytvořil dřevěný totem.